# Princess Anne
Princess Anne – miasto w Stanach Zjednoczonych, w stanie Maryland, siedziba administracyjna hrabstwa Somerset.